# Sphärische Kuh

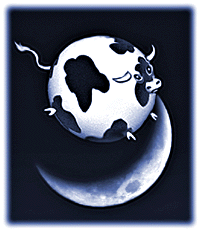
Darstellung einer sphärischen Kuh, die 1996 während einer Sitzung der American Astronomical Association in Bezug zu Astronomie illustriert wurde.

Ein GIF einer sphärischen Kuh

Die sphärische Kuh (auch kugelförmige Kuh) ist eine humorvolle Metapher für stark vereinfachte wissenschaftliche Modelle komplexer Phänomene. Ursprünglich stammt die Metapher aus der theoretischen Physik und bezieht sich auf die Tendenz der Physiker, ein Problem auf die denkbar einfachste Form zu reduzieren, um Berechnungen besser durchführen zu können, auch wenn die Vereinfachung die Anwendung des Modells in der Realität behindert.
Die Metapher wurde später in abgewandelten Formen noch in anderen Fachgebieten und Wissenschaften eingesetzt, etwa der Phonologie. Eingang fand der Begriff auch in die Informationstechnik, so trug die Version 18 der Linux-Distribution Fedora den Codenamen Spherical Cow.

## Geschichte
Die Figur stammt aus einem Witz, der sich über die vereinfachenden Annahmen lustig macht, die oft in der theoretischen Physik verwendet werden.

„Die Milchproduktion in einer Molkerei war so niedrig, dass sich der Landwirt an die örtliche Universität wandte und um Hilfe aus der Wissenschaft bat. Ein multidisziplinäres Professorenteam unter der Leitung eines theoretischen Physikers wurde zusammengestellt, und zwei Wochen lang fanden intensive Untersuchungen vor Ort statt. Anschließend kehrten die Wissenschaftler mit ihren Notizbüchern voller Daten an die Universität zurück, wo sie dem Teamleiter die Aufgabe überließen, den Bericht zu schreiben. Kurz darauf kehrte der Physiker auf den Hof zurück und sagte zum Bauern: "Ich habe die Lösung, aber sie funktioniert nur bei kugelförmigen Kühen im Vakuum.“